# Оттокар Франц Еберсберг
Оттокар Франц Еберсберг (нім. Ottokar Franz Ebersberg; 10 жовтня 1833, Відень, Австрійська імперія — 16 січня 1886, Деблінг, Відень) — австрійський драматург і журналіст, який писав під псевдонімом О. F. Berg.

## Життєпис
Народився в сім'ї письменника Йозефа Зигмунда Еберсберга і його дружини Марії Надорі; молодший брат письменника Карла Юліуса Еберсберга (1831—1870).
Як журналіст, займав демократичні позиції. 1872 року був одним із творців політичного сатиричного журналу Illustriertes Wiener Extrablatt.
Останній гучний успіх мав 1873 року, коли написав п'єсу Ein Wort an den Reichsrat, в якій виклав свої ідеї щодо докорінної модернізації чинних законів про шлюб. П'єсу заборонили ще до прем'єри. Після цього його п'єси стали більше не затребуваними і він перестав активно займатися драматургією.
У січні 1886 року впав у депресію, був поміщений до психіатричної лікарні в Деблінгу, де й помер.

## Творчість
Дебютував як драматург 1854 року.
Плідний автор легких жанрових комедій (так званих Lokalpossen) для Віденського народного театру. Коли 1860 року цензура заборонила його дозволену спочатку п'єсу Wiener und Franzose, він переселився в Берлін, але потім повернувся до Відня, де 1861 року заснував гумористичний тижневик Kikeriki, який проіснував до 1933 року.
З його близько 150 п'єс, комедій, фарсів, пародій тощо окремими виданнями вийшли:
- «Ein Rekrut von 1859» (1859);
- «Ein Wiener Dienstbote» (1868);
- «Einer von unsere Leute» (1868);
- "Die Pfarrersköchen (1871);
- «Der Herr Landgerichtsrat» (1871);
- «Eine verrückte Person» (1871);
- «Isaak Stern» (1872);
- «Der lezte Nationalgardist» (1872);
- «Der barmherzige Bruder» (1876);
- «Doktor Haslinger» (1876);
- «Die Frau von Brestl» (1876);
- «Der Hasenschrecker» (1876);
- «Ein Stündchen auf dem Comtoir» (1876).

## Пам'ять
Одна з вулиць Гітцинга — 13-го району Відня від 1926 року носить ім'я драматурга Ebersberggasse.